# Emma Martín Díaz
Emma Martín Díaz (Cádiz, 1957) es una antropóloga social española, especializada en el análisis de los procesos migratorios. Fue pionera en los estudios sobre la inmigración andaluza en Cataluña, materia en la que centró su labor investigadora durante varias décadas.

## Trayectoria
Se doctoró en 1989 en la Universidad de Sevilla (US) con la tesis doctoral titulada Redes sociales y autoidentificación étnica de los andaluces en Barberá del Vallés (Barcelona), donde analiza cómo los andaluces residentes en la localidad catalana de Barberá del Vallés se integran en la sociedad mientras preservan su identidad cultural. El estudio, un trabajo pionero sobre la inmigración andaluza en Cataluña, explora las redes sociales que construyen, los mecanismos que permiten la transmisión de su herencia cultural y los símbolos que adquieren un significado étnico en ese contexto histórico.
En 1993 consiguió la plaza de profesora titular del área de Antropología Social, adscrita al Departamento de Antropología Social y Sociología de la Universidad de Sevilla y en el año 2007 se habilitó a cátedra en el mismo departamento, donde siguió ejerciendo la docencia hasta su jubilación. Ha formado parte del Grupo para el Estudio de las Identidades Socioculturales en Andalucía (GEISA), dirigido por el antropólogo Isidoro Moreno Navarro. Cuenta con más de cien publicaciones sobre el hecho migratorio, atendiendo a cuestiones como el transnacionalismo, las redes sociales, el género, el racismo o la interculturalidad durante las últimas décadas.

## Reconocimientos
La tesis doctoral de Emma Martín Díaz titulada Redes sociales y autoidentificación étnica de los andaluces en Barberá del Vallés (Barcelona) fue premiada por la Fundación Blas Infante. Fue publicada en 1992 bajo el título La emigración andaluza en Cataluña: identidad cultural y papel político, y supuso el primer trabajo sobre inmigración andaluza en Cataluña desde la Antropología social. En 2022, la Universidad de Sevilla organizó un homenaje en su nombre, consistente en una serie de mesas sobre migraciones.

## Obra
- 1998 – Repensando la ciudadanía: Sevilla, 12 y 13 de marzo de 1998. Con Sebastián de la Obra Sierra. Fundación El Monte. ISBN 84-89777-88-8.
- 1999 – Procesos migratorios y relaciones interétnicas en Andalucía: una reflexión sobre el caso del poniente almeriense desde la antropología social. Con María Margarita Rodríguez García y Angeles Castaño Madroñal. Dirección General de Acción e Inserción Social. ISBN 84-699-0862-6.
- 2001 – Mercados de trabajo e inmigración en la agricultura mediterránea. Con Ana Melis Maynar y Gonzalo Sanz Casas. Consejería de Asuntos Sociales de la Junta de Andalucía. ISBN 84-699-2999-Z.
- 2003 – Procesos migratorios y ciudadanía cultural. Mergablum. ISBN 84-95118-87-4.
- 2004 – La inmigración extracomunitaria en la agricultura española. Fundación Alternativas. ISBN 84-96204-38-3.
- 2004 – Inmigración, multiculturalidad y género. Instituto Andaluz de la Mujer. ISBN 84-7921-131-8.
- 2006 – Educando para la globalización: una mirada desde Andalucía. Con Fernando C. Ruiz-Morales. Fundación Blas Infante. ISBN 84-86814-77-4.
- 2023 – Migrascapes: paisajes étnicos, mediáticos y de ideas. VVAA. Los Libros de la Catarata. ISBN 978-84-1352-737-6.